# Wulkan (planeta)
Wulkan – hipotetyczna planeta bądź planetoida, która miała krążyć bliżej Słońca niż Merkury. Jego istnienie zasugerował francuski matematyk i astronom Urbain Le Verrier w ogłoszonej w 1859 r. pracy na temat ruchu peryhelium Merkurego, którego zaburzeń nie dało się wytłumaczyć na gruncie mechaniki klasycznej. Zakładana orbita Wulkana miała znajdować się nie bliżej Słońca niż 0,03 j.a., gdyż poniżej tej granicy orbita byłaby zbyt niestabilna i doprowadziłaby do nieuchronnego zderzenia ze Słońcem. Dokładne obserwacje tych rejonów Układu Słonecznego wykluczyły jednak istnienie planety lub nawet planetoidy tak blisko Słońca, gdyż przy obecnym stanie wiedzy dawno można by je zauważyć (albo są tak małe, że podpadają do kategorii pyłu kosmicznego). Ostatecznie zaburzenia ruchu Merkurego udało się wytłumaczyć oddziaływaniem grawitacyjnym Słońca na podstawie ogłoszonej w 1915 r. ogólnej teorii względności. Do dziś jednak nazwa Wulkan pozostaje nieużywana w oficjalnej nomenklaturze astronomicznej „na wszelki wypadek”.